# Maisie Renault

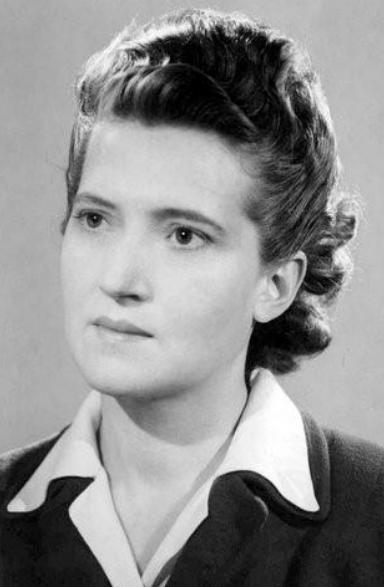
Maisie Renault um 1940

Maisie Renault (geboren am 13. Dezember 1907 in Vannes; gestorben am 7. April 2003 ebenda) war eine französische Widerstandskämpferin während der deutschen Besetzung Frankreichs im Zweiten Weltkrieg.
Maisie Renault hatte acht Geschwister. Ihre Mutter Marie, geb. Decker, war eine Enkelin des Komponisten Théodore Decker. Der Vater, Lehrer für Englisch und Philosophie und später Generalinspekteur einer Versicherungsgesellschaft, starb 1925. Nach seinem Tod verzichtete die 17-jährige Maisie auf ein Studium, um die Mutter bei der Versorgung der Geschwister zu unterstützen. In der örtlichen Zweigstelle der Banque de France, wo bereits ihr ältester Bruder Gilbert tätig war, begann sie eine Ausbildung in der Buchführung. Sie begleitete Gilbert nach Gabun und arbeitete nach ihrer Rückkehr als Buchhalterin bei einer landwirtschaftlichen Genossenschaft.
Im Dezember 1940 bestand sie darauf, sich der im Vormonat von Gilbert Renault gegen die deutschen Besatzer ins Leben gerufenen Widerstandsorganisation Confrérie Notre-Dame (CND) anzuschließen. Die CFD war eines der wichtigsten Nachrichtennetze der Résistance und übermittelte die erhaltenen Informationen an die Forces françaises libres (FFL) nach Großbritannien. Zum Hauptquartier der CND in Paris stieß Maisie Renault im Dezember 1941. Sie wurde mit dem Sekretariat der Organisation betraut und bearbeitete die Nachrichten für die Weiterleitung nach London.
Am 13. Juni 1942 wurde sie gemeinsam mit ihrer Schwester Isabelle, zur gleichen Zeit wie ihre Schwester Madeleine Cestari, die sich ebenfalls dem Widerstand angeschlossen hatte, von der Gestapo verhaftet. Ihr Bruder Gilbert, der seit 1941 den Tarnnamen (Colonel) Rémy führte, konnte hingegen entkommen und mit kriegswichtigen Dokumenten nach England fliehen.
Zunächst wurde sie im Gefängnis La Santé festgehalten. Dort hörte sie die Schreie der Gefolterten und die Abschiede der frühmorgens zu den Erschießungen geführten Häftlinge. Viele der Delinquenten sangen die Marseillaise, ehe sie von den Kugeln oder dem Fallbeil unterbrochen wurden. Renault gab in den Verhören nicht nach und sicherte so das Überleben der CND. Von La Santé wurde sie nach Fresnes verlegt, im März 1943 dann in das Durchgangslager Romainville und später nach Compiègne, wo sie die Mutter der Widerstandskämpferin Germaine Tillion kennenlernte. Ab Februar 1944 war sie wieder in Romainville inhaftiert, bis sie am 15. August jenes Jahres nach Deutschland deportiert wurde. Am 21. August traf sie im Konzentrationslager Ravensbrück ein – von den 550 Frauen dieses Gefangenentransports überlebten nur 17 die Gräuel des Lageraufenthalts.
Auch Maisies Schwester Madeleine hatte man nach Ravensbrück geschafft. Am 13. Februar 1945 brachte man die beiden zur Erprobungsstelle Rechlin und am 13. April zurück nach Ravensbrück. Dort wurden sia am 22. April 1945 durch die Rote Armee befreit. Das Rote Kreuz brachte die Geschwister über Dänemark nach Schweden, ehe sie nach dem Kriegsende im Juli 1945 nach Frankreich zurückkehren konnten.
Ab August 1947 verfasste Maisie Renault ihre Erlebnisse in dem Buch La Grande Misère (Das große Elend), das 1948 erschien und mit dem Grand prix Vérité gewürdigt wurde. Sie wurde zur Kommandeurin der Ehrenlegion ernannt und mit dem Croix de guerre und der Médaille de la Résistance ausgezeichnet.